# ترون، اورنه
ترون، اورنه (به فرانسوی: Trun, Orne) یک کمون در فرانسه است که در اورن واقع شده‌است.

## خصوصیات
ترون ۹٫۱۲ کیلومترمربع مساحت و ۱٬۳۰۷ نفر جمعیت دارد و ۸۱ متر بالاتر از سطح دریا واقع شده‌است.